# Amorós (Lérida)
Amorós es una localidad española del municipio de Sant Guim de Freixenet, perteneciente a la provincia de Lérida, en la comunidad autónoma de Cataluña.

## Historia
Hacia mediados del siglo XIX, el lugar tenía contabilizada una población de 18 habitantes. Aparece descrito en el segundo volumen del Diccionario geográfico-estadístico-histórico de España y sus posesiones de Ultramar de Pascual Madoz de la siguiente manera:

AMOROS: l. en la prov. de Lérida (9 leg.), part. jud. y adm. de rent. de Cervera (2), aud. terr. y c. g. de Cataluña (Barcelona 16), dióc. de Vich (23): sit. en un llano con libre ventilacion y clima saludable. Tiene 4 casas de mediana fáb. y una igl. aneja de la de San Donis, dist. 1/2 leg.: y una fuente mal cuidada, cuyas aguas aprovechan los hab. para surtido de sus casas y otros objetos. Confina el térm. por N. con el de Freranet, por E. con el de la Tallada, por S. con el de la Rabasa, y por O. con el de San Guim. El terreno es de inferior calidad, comprende una porcion de bosque donde hay árboles silvestres, arbustos y maleza; la porcion destinada á cultivo ofrece algunos trozos de sembradura con varios almendros, nogueras y otros frutos. Los caminos que conducen á Vich y á Solsona se hallan en mediano estado. La correspondencia cada interesado la recibe en la adm. de Cervera. Prod.: poco trigo, bastante centeno, almendras, nueces, algunas legumbres y frutas: cria el ganado vacuno preciso para la labranza; y hay mucha caza de liebres y conejos, pero escasea la de perdices. Pobl. 4 vec. 18 alm.: cap. imp. 7,589 rs. El presupuesto municipal asciende á 102 r. y se cubre por reparto entre los vecinos.
(Madoz, 1845, p. 251)

En la actualidad pertenece al municipio de Sant Guim de Freixenet. En 2022, tenía empadronados 10 habitantes.